# U-Bahnhof Karl-Marx-Straße

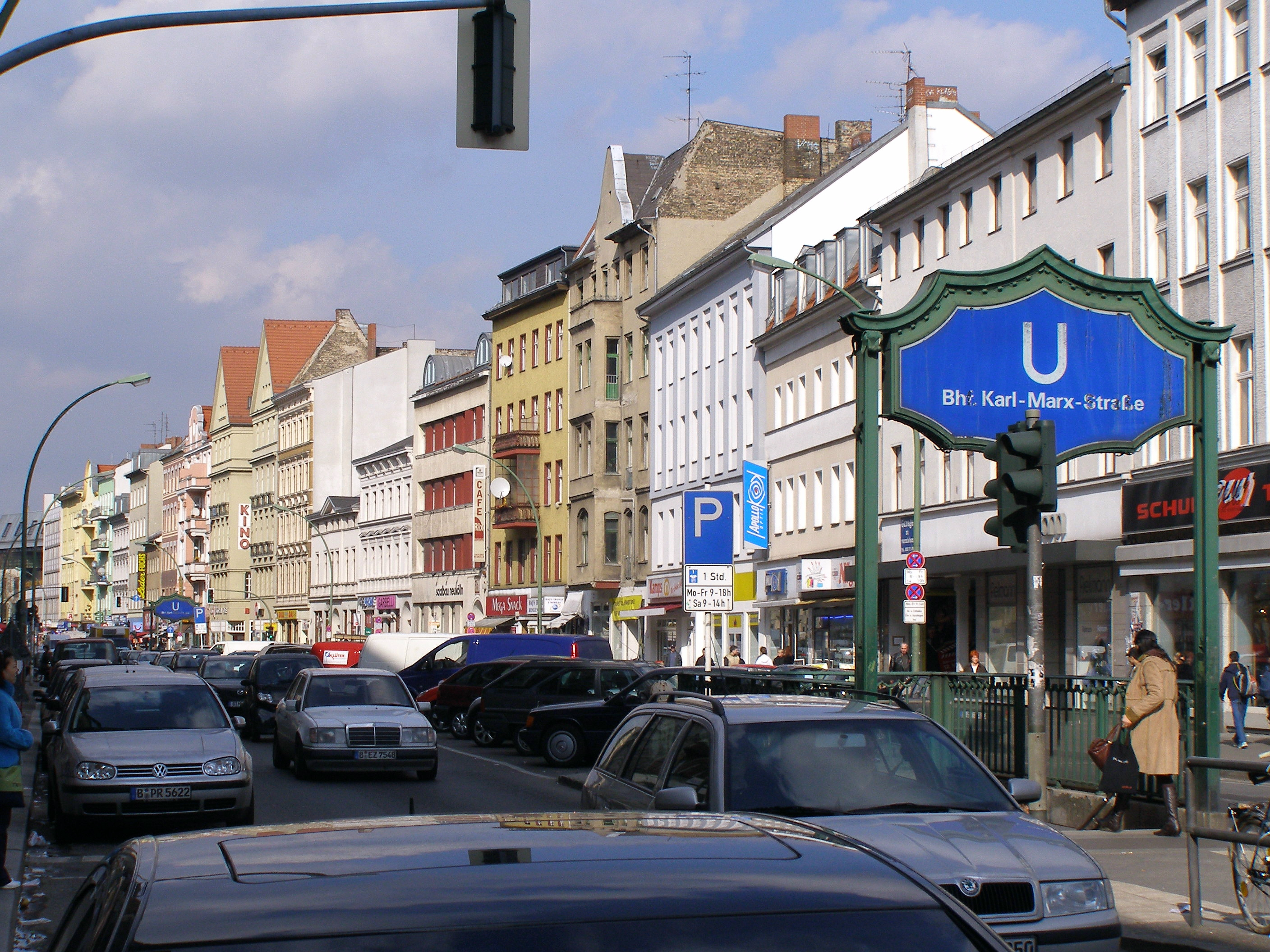
Bahnhofseingang in der Karl-Marx-Straße

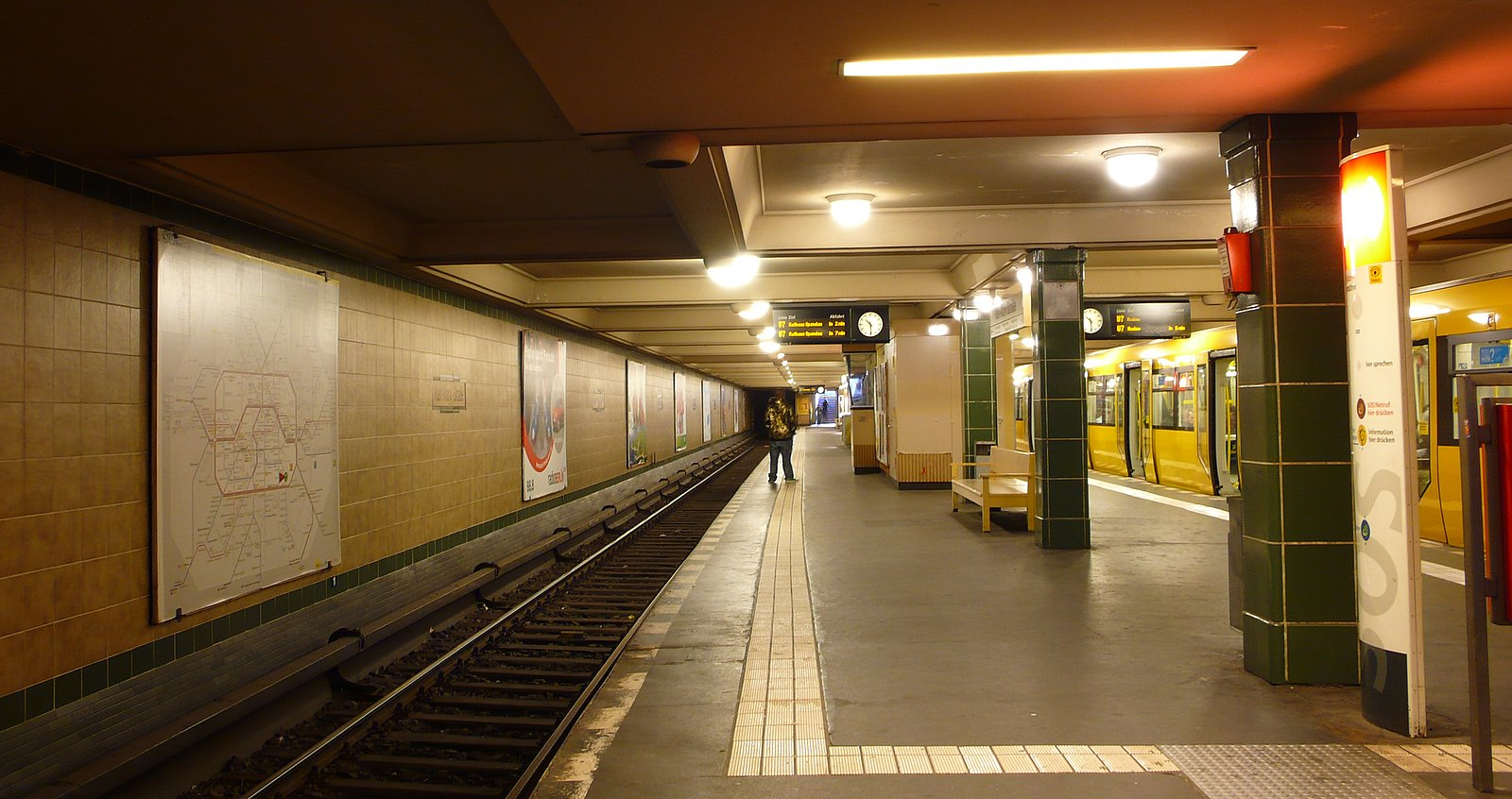
Bahnsteig

Der U-Bahnhof Karl-Marx-Straße ist eine Station der Berliner U-Bahn-Linie U7, die unter der gleichnamigen Straße auf Höhe der Saltykowstraße im Ortsteil Neukölln liegt. Er wurde am 11. April 1926 unter dem Namen Bergstraße eröffnet und war für einige Jahre Endhaltestelle der damaligen Linie CI. Die Umbenennung der Bergstraße im Jahr 1946 hatte auch die Umbenennung des Bahnhofs zur Folge. 
Der unter Denkmalschutz stehende Bahnhof wurde, wie die meisten seiner Zeit, von Alfred Grenander im Stil der Neuen Sachlichkeit gestaltet. Im Jahr 1968 wurde der Bahnsteig auf 110 Meter verlängert und 1995 grundlegend saniert.
Am 20. Dezember 2018 ging ein Aufzug in Betrieb, seitdem ist der Bahnhof barrierefrei zugänglich. Rund 1,5 Millionen Euro wurden für den Aufzug investiert.

## Anbindung
| Linie | Verlauf |
| ----- | --- |
|       | Rathaus Spandau – Altstadt Spandau – Zitadelle – Haselhorst – Paulsternstraße – Rohrdamm – Siemensdamm – Halemweg – Jakob-Kaiser-Platz – Jungfernheide – Mierendorffplatz – Richard-Wagner-Platz – Bismarckstraße – Wilmersdorfer Straße – Adenauerplatz – Konstanzer Straße – Fehrbelliner Platz – Blissestraße – Berliner Straße – Bayerischer Platz – Eisenacher Straße – Kleistpark – Yorckstraße – Möckernbrücke – Mehringdamm – Gneisenaustraße – Südstern – Hermannplatz – Rathaus Neukölln – Karl-Marx-Straße – Neukölln – Grenzallee – Blaschkoallee – Parchimer Allee – Britz-Süd – Johannisthaler Chaussee – Lipschitzallee – Wutzkyallee – Zwickauer Damm – Rudow |

Der U-Bahnhof wird ausschließlich von der Linie U7 beziehungsweise der im Zuge dieser Linie verkehrenden Nachtbuslinie N7 bedient. Direkte Umsteigemöglichkeiten zu weiteren Linien des öffentlichen Nahverkehrs bestehen nicht.